# DArtagnan
dArtagnan es una banda alemana de folk rock, proveniente de Núremberg, liderada por el cantante Ben Metzner. Fundada en 2015, la agrupación mezcla géneros de música folclórica europea con un sonido Hard rock e incluso Heavy metal.

## Historia
La banda fue fundada en Núremberg en 2015 por el cantante Benjamin Metzner (que también toca la mandolina, la gaita y la flauta), el guitarrista y corista Felix Fischer, y el guitarrista y cantante Tim Bernard. Metzner y Fischer, amigos desde que eran jóvenes, tocaron juntos en la banda alemana de folk metal, Feuerschwanz. Al ser la agrupación compuesta por tres músicos, deciden adoptar una imagen de mosqueteros, haciendo alusión a la famosa novela Los tres mosqueteros de Alejandro Dumas.
Al poco tiempo consiguieron un contrato de grabación con Sony Music Entertainment y la producción de un álbum del productor Thomas Heimann-Trosien, quien ya había producido álbumes para Schandmaul, Nightwish e In Extremo. El álbum debut del trío, Seit an Seit, fue lanzado el 26 de febrero de 2016 y llegó al número 7 en las listas de álbumes alemanas. La banda también llegó a las listas de éxitos en Austria y Suiza. En el mismo año, el álbum debut fue lanzado por segunda vez como una “Gold Edition” con pistas adicionales y un CD en vivo adicional.
El 16 de abril de 2016, el trío tocó en el festival folclórico Feste der Volksmusik en Halle, que fue transmitido por televisión por ARD y ORF. En mayo, la banda realizó una gira por Alemania encabezando trece conciertos. El 15 de septiembre de 2017, se lanzó el álbum Verehrt und verdammt, que ocupó el puesto 11 en las listas de álbumes alemanas.
Los tres miembros fundadores contaron con el apoyo en vivo del guitarrista de Feuerschwanz, Haiko Heinz, el bajista Sebastian Baumann, y el baterista Matthias Böhm. En diciembre de 2017, Felix Fischer anuncia su salida de las bandas Feuerschwanz y dArtagnan. Tras su salida es reemplazado por Gustavo Strauss, quien agrega un violín al sonido de la banda. Con esta nueva alineación, en 2019, estrenan el álbum In Jener Nacht, que alcanza el puesto 5 en las listas alemanas en su primera semana de ventas.
En 2021 la agrupación lanza el álbum Feuer & Flamme, de donde se desprende uno de sus más famosos temas: C'est la Vie. Para este álbum, quienes eran sus músicos de apoyo (Haiko Heinz, Sebastian Baumann, Matthias Böhm) pasan a ser miembros oficiales de la banda. El álbum fue presentado a través de un concierto vía streaming, dada las restricciones en Europa por la pandemia de COVID-19.
En 2022 la banda lanza un álbum doble titulado Felsenfest. El álbum cuenta con la participación de músicos y bandas como Candice Night, Luc Arbogast, Blackbriar, The O’Reillys and the Paddyhats. En este álbum dedican el segundo disco a covers de canciones tradicionales folclóricas tocadas al estilo folk rock.
El 3 de julio de 2024 la banda estrena el álbum Herzblut en la novena entrega del festival del Verano Cultural Attendorn. El álbum se lanzó el 12 de julio del mismo año, y cuenta con la participación de músicos como Melissa Bonny y Rafa Blas.

## Estética de la banda
El nombre de la banda hace referencia al soldado francés del siglo XVII Charles de Batz-Castelmore d'Artagnan, hecho famoso por el autor Alexandre Dumas en sus Romances de d'Artagnan, especialmente en la novela Los tres mosqueteros, de donde han sacado la estética de la banda.
La banda describe su estilo de música como «rock mosquetero» (Musketier-Rock), una mezcla de sonidos de rock moderno entretejidos con ritmos folclóricos «algunos de los cuales resonaron en la tierra hace cientos de años», junto con letras que celebran el «amor por vida, compasión, amistad, compañerismo y valentía». En 2016, Christian Kollasch los comparó con la banda Santiano.

## Alineación

### Miembros actuales
- Ben Metzner - Voz principal, Flauta, Gaita, Uilleann pipes, Mandolina, Concertina
- Tim Bernard - Guitarra acústica, Coros
- Haiko Heinz - Guitarra eléctrica
- Gustavo Strauss - Violín
- Sebastian Baumann - Bajo
- Matthias Böhm - Batería

### Miembros pasados
- Felix Fischer - Guitarra eléctrica, Buzuki irlandés, Bajo, Coros

## Discografía
- 2016: Seit an Seit
- 2017: Verehrt und Verdammt
- 2019: In Jener Nacht
- 2021: Feuer & Flamme
- 2022: Felsenfest
- 2024: Herzblut